# Hicham El Aroui
Hicham El Aroui, né le 11 janvier 1990 à Kénitra, est un footballeur marocain évoluant au poste d'attaquant au Rapide Oued Zem.

## Biographie
Il participe à la Ligue des champions d'Afrique et à la Coupe de la confédération avec le club du FUS Rabat.

## Palmarès
- Champion du Maroc en 2016 avec le FUS de Rabat
- Vainqueur de la Coupe du Maroc en 2014 avec le FUS de Rabat
- Finaliste de la Coupe du Maroc en 2015 avec le FUS de Rabat